# Herfststrooiselspin
De herfststrooiselspin (Cicurina cicur) is een spinnensoort in de taxonomische indeling van de kaardertjes (Dictynidae).
Het dier komt uit het geslacht Cicurina. De herfststrooiselspin werd in 1793 beschreven door Johan Christian Fabricius.